# Messeturm
Messeturm je druhý nejvyšší mrakodrap ve Frankfurtu nad Mohanem, ale i v Německu. Je 257 m vysoký a má 54 horních pater, 8 podzemních podlaží a dvě technická. Výstavba probíhala v letech 1988–1991. Po svém dokončení se stal nejvyšší budovou Evropy až do roku 1997, kdy jej překonal mrakodrap Commerzbank Tower stojící ve stejném městě. Budovu navrhli architekti Helmut Jahn a Richard Murphy. Podlahová plocha je 61 711 m² a obsluhuje ji 24 výtahů. Je to jediná stavba v Německu, která má vlastní směrovací číslo. Má také vlastní přístup na metro.